# Ilir Meta
Ilir Meta (Skrapar, 24 de març de 1969) és un polític albanès, del 2017 al 2022 fou president d'Albània.
Des del 24 de juliol de 2017 és el setè president d'Albània. Anteriorment, Ilir Meta havia ocupat diversos càrrecs estatals i de partits. Va ser el fundador del partit Moviment Socialista per la Integració (LSI) i va ser president de la formació del partit fins al 2017. El 28 d'abril de 2017 va ser elegit com a nou president de la República, com a successor de Bujar Nishani, havent-se de retirar d'aquest lloc per falta de suport polític. Entre 2013 i 2017, fou President de Parlament i, entre 1999 i 2002, Primer Ministre d'Albània, el més jove de la història d'Albània.